# Charles Duclerc
Charles Théodore Eugène Duclerc (Bagnères-de-Bigorre, 9 novembre 1812 – Parigi, 21 luglio 1888) è stato un politico francese. È stato il Primo Ministro della Francia dal 7 agosto 1882 al 28 gennaio 1883.

## Biografia
Giornalista specializzato su argomenti economici e finanziari. 
Nell'aprile 1848 diventa deputato e nel maggio successivo viene nominato Ministro delle Finanze nella commissione esecutiva di François Arago, rimane in carica fino al termine di giugno. Non viene rieletto alle elezioni legislative del 1849 e si allontana dalla vita politica per due decenni, nei quali si dedica all'attività di industriale in Spagna.
Dopo la caduta di Napoleone III nel 1870, Duclerc fa ritorno in Francia e riprende la sua carriera politica. Viene rieletto deputato nel 1871, mentre dal 1875 diventa senatore a vita. 
Il 7 agosto 1882 viene nominato Primo Ministro di Francia, carica che mantiene fino al 28 gennaio 1883; nel proprio governo è anche Ministro degli Esteri a interim.
Muore il 21 luglio 1888 all'età di 75 anni.